# À l’Olympia
À l’Olympia (с фр. — «В Олимпии») — второй концертный альбом канадской певицы Селин Дион, выпущенный 21 ноября 1994 года лейблом Sony Music. В альбом вошли в основном песни на французском языке, по большей части из Dion chante Plamondon (1991), с несколькими англоязычными композициями: «The Power of Love», «Where Does My Heart Beat Now», «Love Can Move Mountains» и «Calling You». À l’Olympia получил платиновый сертификат Международной федерации производителей фонограмм, что означает, что в Европе было продано более миллиона копий. Кроме того, альбом получил платиновый статус в Канаде и Франции.

## Содержание
Альбом был записан 28 и 29 сентября 1994 года во время двух аншлаговых концертов в парижской «Олимпии», проходивших в рамках тура The Colour of My Love. Помимо песен из предыдущего франкоязычного альбома певицы Dion chante Plamondon и некоторых англоязычных хитов («The Power of Love», «Where Does My Heart Beat Now», «Love Can Move Mountains»), Дион исполнила несколько кавер-версий. «Calling You» — песня, написанная американским композитором Бобом Телсоном для фильма «Кафе „Багдад“» (1987) и исполненная госпел-певицей Джеветтой Стил. Телсон записал собственную версию песни, которая также вошла в саундтрек к фильму. В 1989 году «Calling You» была номинирована на премию «Оскар» в категории «Лучшая оригинальная песня». Дион исполняла «Calling You» на своих концертах начиная с турне в поддержку альбома Unison (1990). Запись из Олимпии была выпущена в качестве сингла во Франции и достигла 75-й строки песенного чарта. Песню «Quand on n’a que l’amour» впервые записал бельгийский автор-исполнитель Жак Брель для своего второго альбома, вышедшего в 1957 году. Дион также исполнила попурри из мюзикла «Стармания», в том числе две песни, недоступные в предыдущих релизах Дион: «Quand on arrive en ville» и «Naziland, ce soir on danse». Последняя была записана на английском языке под названием «Tonight We Dance (Extravagance!)» и включена в сборник Tycoon в 1992 году.
Хотя À l’Olympia был недоступен на большинстве важных музыкальных рынков (США, Великобритания, Япония, Австралия), би-сайды некоторых англоязычных синглов, выпущенных там в 1994 — 1997 годах, включали треки с этого альбома. «Quand on n’a que l’amour», «Elle» и «Medley Starmania» вошли в сборник Дион 2005 года On ne change pas.
Видео с этим концертом так и не было выпущено.

## Реакция критики и коммерческий успех
| Оценки критиков | Оценки критиков |
| Источник        | Оценка          |
| --------------- | --------------- |
| AllMusic        | [ 1 ]           |

Хосе Ф. Промис из AllMusic оценил альбом на две с половиной звезды из пяти и отметил, что «материал звучит великолепно вживую», а голос Дион «как всегда является техническим чудом».
В Европе было продано более миллиона экземпляров альбома, благодаря чему он получил платиновый статус от Международной федерации производителей фонограмм (IFPI). À l’Olympia также стал платиновым во Франции (300 000 проданных копий) и в Канаде (200 000). Альбом добрался до 3-й строки в чарте Квебека, а во Франции достиг 10-й позиции. В Канаде альбом занял 31-е место, поскольку продажи из Квебека в то время не учитывались в общеканадском хит-параде альбомов. В чарте бельгийской Валлонии, который доступен только с апреля 1995 года, À l’Olympia достиг 19-й строки.

## Список композиций
| №                   | Название | Автор(ы)                                                    | Длительность |
| ------------------- | --- | ----------------------------------------------------------- | ------------ |
| 1.                  | «Des mots qui sonnent» | Люк Пламондон Алдо Нова Марти Саймон                        | 4:15         |
| 2.                  | «Where Does My Heart Beat Now» | Роберт Уайт Джонсон Тейлор Родс                             | 8:16         |
| 3.                  | «L’amour existe encore» | Пламондон Риккардо Коччанте                                 | 4:18         |
| 4.                  | «Je danse dans ma tête» | Пламондон Романо Мусумарра                                  | 4:27         |
| 5.                  | «Calling You» | Боб Телсон                                                  | 6:41         |
| 6.                  | «Elle» | Эдди Марне Пол Байяржон                                     | 3:12         |
| 7.                  | «Medley Starmania» - «Quand on arrive en ville» - «Les uns contre les autres» - «Le monde est stone» - «Naziland, ce soir on danse» | Пламондон Мишель Берже                                      | 6:33         |
| 8.                  | «Le blues du businessman» | Пламондон Берже                                             | 7:04         |
| 9.                  | «Le fils de Superman» | Пламондон Джермейн Готье                                    | 4:28         |
| 10.                 | «Love Can Move Mountains» | Дайан Уоррен                                                | 5:25         |
| 11.                 | «Un garçon pas comme les autres (Ziggy)»                                                                                            | Пламондон Берже                                             | 3:19         |
| 12.                 | «The Power of Love» | Гюнтер Менде Кэнди Деруж Дженнифер Раш Мэри Сьюзан Эпплгейт | 6:08         |
| 13.                 | «Quand on n’a que l’amour» | Жак Брель                                                   | 4:07         |
| Общая длительность: | Общая длительность: | Общая длительность:                                         | 68:13        |

## Чарты
| Чарт (1994–1995)            | Высшая позиция |
| --------------------------- | -------------- |
| Бельгия/Валлония (Ultratop) | 19             |
| Бельгия/Фландрия (Ultratop) | 96             |
| Европа (Music & Media)      | 60             |
| Канада (RPM Top Albums/CDs) | 52             |
| Канада (The Record)         | 31             |
| Квебек (ADISQ)              | 3              |
| Франция (SNEP)              | 10             |

| Чарт (1995)                                       | Позиция |
| ------------------------------------------------- | ------- |
| Бельгия/Валлония (Ultratop)                       | 43      |
| Бельгия/Валлония (Франкоязычные альбомы Ultratop) | 17      |
| Франция (SNEP)                                    | 35      |

## Сертификации и продажи
| Регион                                                       | Сертификация | Продажи    |
| ------------------------------------------------------------ | ------------ | ---------- |
| Канада (Music Canada)                                        | Платиновый   | 200,000    |
| Франция (SNEP)                                               | Платиновый   | 300 000*   |
| Итого                                                        |              |            |
| Европа (IFPI)                                                | Платиновый   | 1 000 000* |
| * Данные о продажах приведены только на основе сертификации. |              |            |

## История релиза
| Регион             | Дата           | Лейбл    | Формат     | Каталог |
| ------------------ | -------------- | -------- | ---------- | ------- |
| Франция, Швейцария | 21 ноября 1994 | Columbia | CD кассета | 478161  |
| Канада             | 22 ноября 1994 | Columbia | CD кассета | 80212   |